# 北尾政美
北尾 政美（きたお まさよし、明和元年〈1764年〉 - 文政7年3月22日〈1824年4月21日〉）とは、江戸時代中期の浮世絵師。鍬形蕙斎（くわがた けいさい）の名でも知られる。

## 来歴

### 北尾政美時代
北尾重政の門人。姓は赤羽、俗称三二郎あるいは三治郎。杉皐（さんこう）と号し、父は畳職人だったことから、俗称と合わせて仲間から「畳屋の三公」と呼ばれた。杉皐の号は、これと住居が堀留の杉森新道（現在の中央区日本橋堀留町1丁目）にあった事に因む。狂歌名は麦蕎雄魯智、戯作名は気象天業など。
13歳頃重政に入門、安永7年（1778年）の咄本『小鍋立』（作者不明、一冊）が挿絵初筆とされ、巻末に「北尾重政門人三治郎十五歳画」と署名している。安永9年（1780年）に、黄表紙6種の挿絵を描き、また窪俊満作の、『浦山太郎兵衛 竜宮の巻』三巻、『桃太郎宝噺』三巻に関わり、「北尾門人三二郎」と款している。この年、師より「政美」の名を許され、翌天明元年（1781年）以降は武者絵、浮絵、花鳥画などを手がけている。同年には俊満作の『異国出見世吉原』（ひとのくにへでみせのよしわら）三巻など、黄表紙8種と咄本『菊寿盃』（きくじゅのさかづき）二巻1冊（伊庭可笑作）の挿絵を描いた。生涯に168種の黄表紙の挿絵を手がけ、その他絵本を含め約240種ほどを描いている。一方、錦絵の作画量は、同時代の浮世絵師と比べて少なく、肉筆画も稀である。

### 鍬形蕙斎時代
寛政6年（1794年）5月26日、31歳で津山藩の御用絵師（大役人格、10人扶持、別に絵の具料3両支給）となり剃髪、鍬形蕙斎紹真（つぐざね）と称した。この抜擢には、親交のあった森島中良が関わっていた可能性が指摘されている。翌寛政7年（1795年）には略画の絵手本『略画式』を著し、これに続いて『鳥獣略画式』、『人物略画式』、『山水略画式』、『魚貝略画式』、『草花略画式』を刊行した。また、京都に住む岸派の絵師・横山華山の影響を受け、俯瞰的な名所絵を発案して「江戸一目図」（日本浮世絵博物館所蔵）や「日本一目図」を手がけた。
寛政8年（1796年）以降は、黄表紙の挿絵を手がけることを止め、もっぱら肉筆浮世絵を描いた。翌9年（1797年）からは、江戸幕府奥絵師の狩野惟信に師事する。文化年間（1804-18年）には、松平定信の求めで肉筆図巻「近世職人尽絵詞」（東京国立博物館所蔵）「東都繁盛図巻」（千葉市美術館所蔵）「黒髪山縁起絵巻」（寛永寺所蔵）「吉原十二時絵詞」（原本未確認、模本が数点確認される）などの作品を手がけている。また画業のほかに、気象天業（きしょうてんごう）の戯作号で、黄表紙『神伝路考由』（2巻、寛政4年（1792年）、歌川豊国画）を出したり、森島中良に狂歌を学び、麦野大蛇麿（むぎのおろちまろ）と号したという。御用絵師になった後も江戸で暮らしたが、文化7年（1810年）47歳の時、1年弱津山に赴いている。文政7年（1824年）没。享年61。墓所は中野区沼袋の密蔵院、法名は彩淡蕙斎居士。
鍬形家は2代目赤子（紹意）、3代目鍬形勝永（蕙林）と続き、赤子は箕作秋坪や宇田川興斎ら蘭学者と交流し、ペリー像や西洋の文物を書き残している。

## 画風
作風は、狩野派以外にも大和絵や琳派といった画法も広く習得し、軽妙で洒落の効いた略画風の漫画を多数描いたことでも知られる。『増補浮世絵類考』では、「政美は近世の上手なり。狩野派の筆意をも学びて一家をなす。又光琳或芳中が筆意を慕い略画式の工夫行われし事世に知る所なり」と高く評している。こうした政美の「略画式」や鳥瞰一覧図は、同時代の葛飾北斎に「北斎漫画」や「東海道名所一覧」「木曽名所一覧」等で引用された。政美はこれを苦々しく思ったらしく、「北斎はとかく人の真似をなす。何でも己が始めたることなし」との記録がある（斎藤月岑『武江年表』寛政年間の条）。弘化4年（1845年）刊の『戯作者考補遺』（木村黙老著）では、葛飾北斎、歌川豊国、歌川国貞らに混じって蕙斎が記載されている。

## 作品
北尾政美時代
- 「柳下茶店」 中判 錦絵
- 「浮絵仮名手本忠臣蔵」 横間倍判 錦絵11枚揃い 寛政3年から寛政6年
- 「浅草寺の図」 絹本着色 出光美術館所蔵
- 「浅草金龍山遠山風景図」 絹本着色 ニューオータニ美術館旧蔵
- 「桜下美人図」 絹本着色 摘水軒記念文化振興財団所蔵（千葉市美術館寄託）天明期
- 「芸妓図」 絹本着色 フリーア美術館所蔵
- 『絵本吾嬬鏡』 地誌 万象亭編 天明7年
- 『絵本都の錦』 地誌 天明7年
- 『龍の宮津子』 画譜 享和2年 後に『魚貝譜』さらに『魚貝略画式』と改題。
- 『鸚鵡返文武二道』 黄表紙 恋川春町作 寛政元年
- 『心学早染草』 黄表紙 山東京伝作 寛政2年
- 『海舶来禽図彙』 絵本 寛政2年

鍬形蕙斎時代
- 「東都繁盛図巻」 絹本着色 一巻 千葉市美術館所蔵 享和3年（1803年）
- 「近世職人尽絵詞」 紙本着色 三巻 東京国立博物館所蔵 文化3年（1806年）
- 「江戸一目図屏風」 紙本淡彩 六曲一隻 津山郷土博物館所蔵 文化6年（1809年） 岡山県指定文化財
- 「飛鳥山図」 絹本着色 東京国立博物館所蔵 文化中期
- 「黒髪山縁起絵巻」 紙本着色 三巻 中村仏庵詞書 松平定信由緒書 寛永寺所蔵 文化10年（1813年） 台東区指定文化財
- 「徒然草屏風」 六曲一双 金沢文庫所蔵 文政元-2年（1818-19年）
- 「桜花遊宴図」 絹本着色 浮世絵 太田記念美術館所蔵
- 「隅田川図屏風」 紙本著色 八曲一隻 サントリー美術館所蔵 文政4年（1821年）
- 「桜下美人図」 絹本着色 日本浮世絵博物館所蔵
- 「つくばね図」 絹本着色 出光美術館所蔵
- 「江戸一目図」大倍判 錦絵 日本浮世絵博物館所蔵
- 『略画式』 画譜 寛政7年
- 『山水略画式』 画譜 寛政12年
- 『今様職人尽歌合』 絵入狂歌本 銕廼屋大門、五柳園一人編 文政8年